# Ictaluridae
Cá da trơn Bắc Mỹ (Danh pháp khoa học: Ictaluridae) trong tiếng Anh đôi khi được gọi là ictalurid, là một họ cá da trơn nước ngọt có nguồn gốc từ Bắc Mỹ, nơi chúng đóng một vai trò quan trọng của các loài cá cung cấp nguồn thực phẩm cho con người và đôi khi như là một nhóm cá cho đối tượng câu cá thể thao hay bắt cá bằng tay. Họ cá này bao gồm khoảng 51 loài. Chúng bao gồm các loài cá thường được gọi là cá đầu bò (bullhead) – Ameiurus, cá madtoms (Noturus), cá nheo Mỹ, cá da trơn lam (Ictalurus furcatus).

## Phân loại
Các loài cá trong họ Ictaluridae được hỗ trợ mạnh mẽ như một nhóm đơn ngành. và có liên quan chặt chẽ với họ cá châu Á Cranoglanididae. Hai họ cá này là đơn vị phân loại trong siêu họ Ictaluroidea. Ictalurids có nguồn gốc từ Bắc Mỹ từ miền Nam Canada đến Guatemala. Cả cá đầu bò (bullhead) và madtom thường được tìm thấy ở các dòng suối nhỏ và ao hồ, mà còn được biết đến trong các vũng trũng nước. Cá da trơn, bullheads, và madtoms là "ăn đáy" với chế độ ăn đa dạng rộng rãi bao gồm cả việc ăn xác thối.
Năm 2001, Hạ viện Mỹ thông qua dự luật H.R.2964, chỉ cho phép sử dụng tên "cá da trơn" (catfish) cho riêng các loài thuộc họ Ictaluridae, thực chất là cho riêng loài cá nheo Mỹ Ictalurus punctatus. Nước này đã tự giành quyền sử dụng một tên gọi rất thông dụng của hơn 2.500 loài cá khác nhau trên thế giới lấy làm tên riêng cho một loài cá của mình. Thượng viện Mỹ đã bỏ phiếu miệng thông qua 35 điều luật bổ sung cho dự luật số H.R.2330 trong đó có điều luật số SA 2000, quy định FDA không được sử dụng ngân sách được cấp để làm thủ tục cho phép nhập khẩu các loài cá da trơn mang tên "cá da trơn" (Catfish), trừ phi chúng thuộc họ Ictaluridae

## Mô tả
Các loài Ictalurid có bốn cặp râu (thường được gọi là "râu" là áp dụng cho cá da trơn). Da không có vảy. Vây lưng và vây ngực thường có một cột sống. Vây lưng thường có sáu tia mềm. Vòm miệng không răng trừ Astephus. Các chi Trogoglanis, Satan, và Prietella bao gồm bốn loài cá da trơn mù. Chúng có khả năng giáng trả người bắt cá với vết đốt đau đớn với các gai độc lồng trong vây.
Một trong những loài lớn nhất là cá da trơn lam Ictalurus furcatus, mẫu vật đã được tìm thấy là nặng hơn 50 kg (110 lb). Chiều dài tối đa là 160 cm (5,2 ft) trong cá da trơn lam và cá trê đầu bẹt. Còn cá bullheads là cá da trơn nhỏ mà lúc trưởng thành thường cân nặng ít hơn 0.5 kg (1 lb), trong khi các madtoms (chi Noturus) là nói chung nhỏ hơn nhiều.

## Với con người
Các con cá da trơn Bắc Mỹ đã có một sự liên kết với văn hóa dân gian Nam Mỹ vượt quá vị trí của nó như một con cá để ăn đơn thuần. Thậm chí ngày nay, các nền văn hóa cá tra cá tính năng sử dụng phức tạp "mồi hôi" và kỹ thuật ban đêm đánh cá công phu, tạo cho cá tra một tính độc đáo trong cách tiếp cận và nhấn mạnh như trái ngược với các cõi định hướng công nghệ của cá như câu cá vược. Tại các khu vực khác, nó được xem như một con cá phiền toái.